# باشگاه بسکتبال شرکت ملی گاز تهران
شرکت ملی گاز تهران نام باشگاه بسکتبال مستقر در شهر تهران می‌باشد. این باشگاه متعلق به شرکت ملی گاز ایران است. این باشگاه در در لیگ برتر بسکتبال زنان ایران شرکت می‌کند و در لیگ ۱۳۹۴ به مقام قهرمانی کشور دست یافته‌است.

## افتخارات

### لیگ برتر بسکتبال زنان ایران
- قهرمانی: لیگ ۱۳۹۴
- نایب قهرمانی: لیگ ۱۳۹۳
- سومی: لیگ ۱۳۹۰، لیگ ۱۳۹۵، لیگ ۱۳۹۶

## اعضای تیم
فهرست بازیکنان و کادر تیم گاز تهران در لیگ ۱۳۹۷ عبارت بود از:
غزال فرمهینی فراهانی، شهناز سمیعیان، فریبا جزینی، حسنا محمدی، پریسا کرمی، کیژان شکری، راضیه محمدی نور الدین وند، فرشته کرمی، سوگند احمدی، شهره سلیمانی، زهرا زمانی نژاد، ماجده جعفری، مائده جعفری، دنیا بیدار، آرتمیس مرادی، آنیل سلیمانی، سیده عاطفه نقیب السادات و ماجده ناخدا اصل به عنوان بازیکن.
هدایت تیم بسکتبال گاز تهران بر عهده فرانک طیاری است و آرپی قالوسیان مربی این تیم است. همچنین مهناز احمدی به عنوان سرپرست و فائزه فراقی به عنوان آمارگیر در کادر تیم بسکتبال گاز تهران حضور دارند.